# Жан-Клод Јункер
Жан Клод Јункер (фр. Jean-Claude Juncker; Реданж, 9. децембар 1954) је луксембуршки политичар, лидер Хришћанско-социјалне народне партије. Он је био премијер Луксембурга. На овом положају је наследио Жака Сантера 20. јануара 1995. а на том месту га је 4. децембра 2013. наследио Гзавије Бетел. Такође је и министар финансија Луксембурга и на овом положају је од 14. јула 1989. Два шестомесечна мандата је председавао Савету Европе.